# Mathilde Vignères
Mathilde Vignères, née le 19 octobre 2000 à Marseille, est une nageuse synchronisée française.

## Biographie
Le 12 août 2022, elle remporte la médaille de bronze de l'épreuve highlight par équipe de natation artistique lors des Championnats d'Europe de natation 2022 à Rome. Le 15 août 2022, elle remporte la médaille de bronze de l'épreuve libre par équipe lors de ces mêmes Championnats.